# 우지지

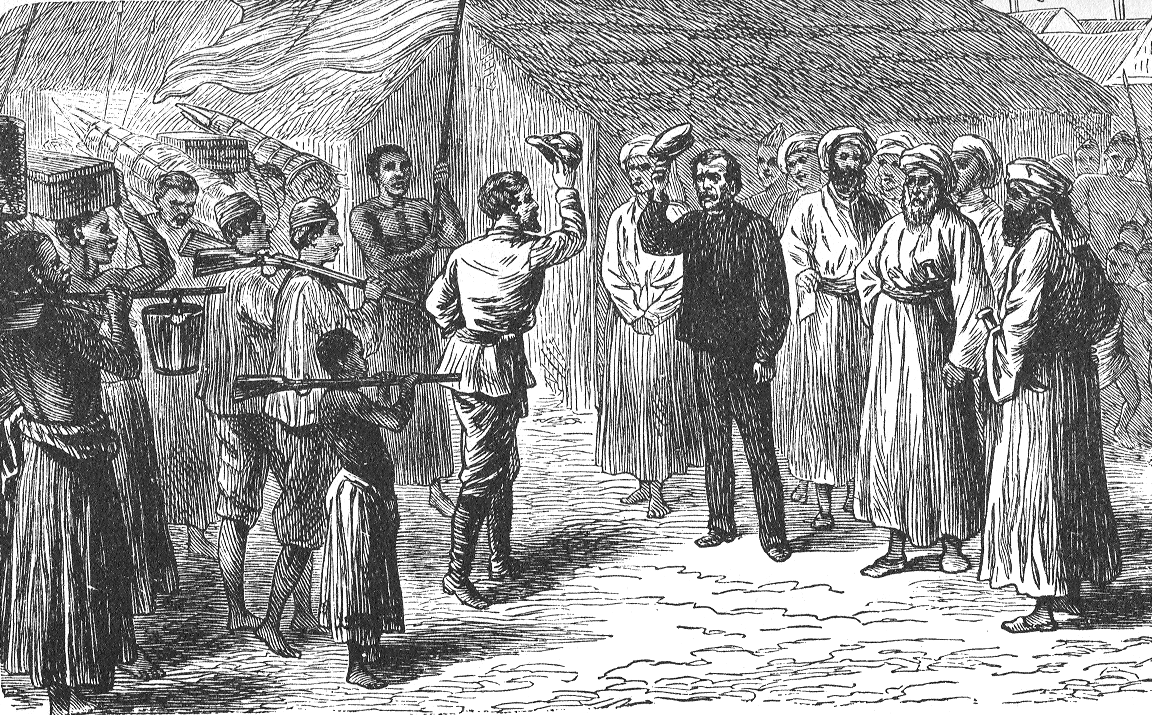
1871년 스탠리가 리빙스턴을 만나는 장면

우지지(스와힐리어: Ujiji)는 탄자니아 서부에 위치한 도시로, 인구는 50,000명(1978년 기준)이다. 탄자니아에서 가장 오래된 도시이며 키고마에서 남동쪽으로 10km 정도 떨어진 곳에 위치한다. 부룬디와 국경을 접하며 탕가니카호를 경계로 콩고 민주 공화국과 국경을 접한다. 교역 도시로 발전했으며 노예 무역이 많았다.
19세기 후반 헨리 모턴 스탠리가 영국의 탐험가 데이비드 리빙스턴을 만났으며 당시 스탠리가 건넨 말("Dr. Livingstone, I presume?")은 당시의 영국에서 유행어가 되기도 했다.